# Ľubomír Bernáth
Ľubomír Bernáth (* 3. září 1985, Nitra) je slovenský fotbalový útočník, v současnosti bez angažmá.

## Fotbalová kariéra
Svou fotbalovou kariéru začal v ČFK Nitra. Mezi jeho další kluby patří: ŠK Eldus Močenok, FC Spartak Trnava a FC ViOn Zlaté Moravce.